# Sindicato Profesional de la Ertzaintza
Sindicato Profesional de la Ertzaintza (Si.P.E., SiPE o SIPE) (en vasco, Ertzaintzaren Lanbide Sindikatua) es un sindicato de la policía autonómica vasca.
Fue fundado en el año 2001 tras una escisión de Unión General de Trabajadores (UGT). A nivel nacional mantiene una colaboración y alianza sindical con la asociación nacional JUSAPOL.
El sindicato reúne a todos los miembros de la policía autonómica vasca (Ertzaintza, policía foral, policía local).

## Historia
El Sindicato Profesional de la Ertzaintza fue fundado en el año 2001, tras una escisión de Unión General de Trabajadores (UGT), por los responsables de la sección sindical de UGT-Ertzaintza queriendo ser una organización específica de la Ertzaintza.
SIPE se define como un sindicato democrático, independiente, apolítico y neutral que defiende los intereses de los miembros de la policía autonómica vasca.
El sindicato también mantiene un acuerdo de colaboración de formación con la Universidad Internacional de La Rioja (UNIR), para la formación de los agentes sindicatos y sus familiares.

## Organización
El coordinador de SIPE es Javier González Madariaga y Juan Carlos Sáenz Alonso es el Secretario de Organización y Representante Electo del sindicato.
A nivel nacional español mantiene un acuerdo de colaboración con la asociación JUSAPOL. En las elecciones sindicales de la Ertzaintza de 2022 concurrió junto a JUSAPOL y consiguió siete delegados.
El sindicato también tiene una asesoría jurídica para todos sus afiliados. Hasta el año 2022 el director de la asesoría jurídica (director jurídico) fue el letrado Juan Carlos Pérez Cuesta que fue el abogado principal durante más de diez años.

## Escisión
En el año 2022 (en el congreso celebrado en septiembre de 2022) debido a distintas corrientes internas dentro de la asociación profesional, una de las corrientes de SIPE (el denominado "sector crítico") abandonó la asociación y constituyó la asociación profesional de la policía autonómica vasca Sindicato Corporativo de la Ertzaintza - EKOS (en vasco, EKOS - Ertzaintzaren Sindikatu Korporatiboa).